# 福伊特·埃斯特
福伊特·埃斯特（匈牙利語：Voit Eszter，1916年1月11日—1990年11月2日），匈牙利女子竞技体操运动员。她曾代表匈牙利获得1936年夏季奥运会体操比赛女子团体全能铜牌。她于1990年在布达佩斯去世。